# Геец, Валерий Михайлович
Валерий Михайлович Геец (укр. Валерій Михайлович Геєць, 20 апреля 1945, с. Сезьки Ичнянского района Черниговщини) — доктор экономических наук, профессор, академик НАН Украины; Заслуженный деятель науки и техники Украины (2000), Лауреат Государственной премии Украины в области науки и техники (2002), награждён Орденом «За заслуги» III степени (2004), Лауреат премии им. В. С. Михалевича за выдающиеся достижения в области информатики, теории оптимизации и системного анализа (2005), Лауреат премии «Человек года — 2005»; академик-секретарь Отделения экономики НАН Украины (1998 — апрель 2009), вице-президент НАН Украины (с апреля 2009 г.), директор Государственного учреждения «Институт экономики и прогнозирования НАН Украины» (с 1997), 15 октября 2009 года удостоен звания «Почетный доктор Киевского национального университета имени Тараса Шевченко».

## Биография
Родился 20 апреля 1945 года в селе Сезьки Ичнянского района Черниговской области.
После окончания в 1968 году механико-математического факультета Киевского государственного университета им. Т. Г. Шевченко направлен на работу в Институт экономики АН УССР на должность инженера. С 1969 по 1972 год учился в аспирантуре Института экономики НАН Украины. Подготовил и защитил диссертацию на получение ученой степени кандидата экономических наук (1974). В течение 1972—1975 годов работал в Институте экономики АН УССР младшим научным сотрудником; 1975—1979 гг. — старшим научным сотрудником; 1979—1987 гг. — зав. отделом экономико-математического моделирования; 1987—1997 гг. — зав. отделом моделирования экономического развития. В 1988 году защитил докторскую диссертацию. В 1991 году Валерию Михайловичу присвоено звание профессора, в 1992 году — избран членом-корреспондентом НАН Украины, а в 1995 году — Академиком НАН Украины.
С 2008 года работает на кафедре гостинично-ресторанного и туристического бизнеса КНТЭУ по совместительству. С 2009 года — вице-президент НАН Украины.

## Научная деятельность
Начал и развивает научную школу в области макроэкономики (теория и модели экономического прогнозирования) и финансов (финансовая безопасность, бюджетная и долговая политика, налогообложение и налоговое стимулирование развития экономики). Им разработана стратегия развития экономики Украины на долгосрочную перспективу, по которой согласовано и гармонизировано целевые ориентиры стабильного экономического роста, институциональных преобразований, инновационно-инвестиционной модернизации экономики, структурно-технологического обновления и интеграции на этой основе в мировую экономику. Выдвинул новую концепцию экономического роста в условиях нестабильности. Научные интересы академика Гейца также сконцентрированы на решении проблем взаимодействия общества, государства и бизнеса в части создания эффективных механизмов их влияния на дальнейшую капитализацию экономики Украины и на обеспечение её самодостаточности как субъекта международной деятельности.
По результатам научных исследований Геец В. М. опубликовал более 400 работ, среди которых 35 монографий (6 индивидуальных), в том числе «Трансформация модели экономики Украины: идеология, противоречия, перспективы» (1999); «Экономика Украины: итоги преобразований и перспективы роста» (2000); «Нестабильность и экономический рост» (2000); «Инновационная стратегия украинских реформ» (2002); «Экономика Украины: стратегия и политика долгосрочного развития» (2003); «Трансформационные процессы и экономический рост в Украине» (2003); «Украина в измерении экономики знаний» (2006); «Стратегические вызовы XXI века обществу и экономике Украины: В 3 т.» (2007). Под его научным руководством защищено 17 докторских и 20 кандидатских диссертаций.
Геец В. М. — главный редактор журналов «Экономика и прогнозирование» и «Экономика Украины» и член научных советов журналов «Банковское дело», «Бизнес-Консультант», «Вестник экономической науки Украины», «Вестник Института экономики и прогнозирования», «Вестник НАН Украины», «Вестник НБУ», «Собственность в Украине», «Экономика промышленности», «Экономическая кибернетика», «Экономическая теория», «Журнал европейской экономики», «Мир перемен», «Мысль», «Экономическое возрождение России».
В составе официальных делегаций академик НАН Украины В. М. Геец представляет украинскую экономическую науку за рубежом, с 1991 года является представителем Украины в Международном Проекте ЛИНК-ООН (США).
С 2011 года был иностранным членом Российской академии наук, но 8 марта 2022 года подал заявление о выходе из состава иностранных членов РАН.

## Общественная деятельность
Научную деятельность совмещает с публичной и общественной. В частности является:
- членом Секции социогуманитарных наук Комитета Государственных премий Украины в области науки и техники,
- членом Координационного совета по вопросам политики финансового сектора,
- Председателем экспертной комиссии ВАК Украины,
- заместителем главы Наблюдательного совета Киевского национального экономического университета,
- членом Наблюдательного совета Киевского национального торгово-экономического университета,
- заместителем председателя Государственной комиссии по вопросам стратегии экономического и социального развития,
- вице-президентом общественной организации «Союз экономистов Украины»,
- представителем Межведомственной аналитико-консультативного совета по вопросам развития производительных сил и производственных отношений,
- президентом Всеукраинской общественной организации «Украинская ассоциация экономической кибернетики»,
- членом общественно-политического объединения «Украинский форум».

## Интервью
- Интервью с В. Гейцем. — Сергей Лямец, Светлана Крюкова, 22 октября 2012 — Экономическая правда
- Академик Валерий Геец: Максимальная задача — как можно быстрее завершить конфликт // Алексей Комаха, Сергей Лямец, Экономическая правда — Понедельник, 11 августа 2014, 13:30